# Marcus (automobil)
Marcusův automobil byl prvním automobilem se spalovacím motorem, který byl vyroben v Rakousku-Uhersku. Jeho výrobcem byly Adamovské strojírny, které se nacházejí v Adamově nedaleko Brna.
V 70. letech 19. století došlo k přeměně Adamovských železáren na významný strojírenský podnik. Roku 1885 ho získala do pronájmu firma Märky, Bromovský & Schulz. Firma vyráběla jako jedna z prvních mj. i parní kotle a benzínové a plynové motory. Mimo jiné se dozvěděla i o pokusech mechanika a vynálezce Siegfrieda Marcuse, který se zabýval problematikou automobilů poháněných benzinovými motory. Podle různých zdrojů se uvádí, že první vozidlo sestavil již roku 1870. Kolem vozidla samotného i jeho funkčnosti se však objevují pochybnosti, navíc se nedochovalo. Uvádí se, že vozidlu chyběly důležité prvky, jako jsou brzdy, spojka, řízení apod.
Další tentokráte funkční vozidlo bylo vyrobeno až v letech 1888–1889 právě v Adamovských strojírnách. Jednalo se o první, benzinem poháněný automobil se čtyřtaktním motorem, který byl vyroben v Rakousku-Uhersku. Z bran adamovského závodu vyjel pouhé tři roky poté, co německý vynálezce Gottlieb Daimler sestrojil svůj první automobil poháněný spalovacím motorem. Marcusův automobil měl dořešené ústrojí pohonu, šnekový systém řízení, kartáčkový karburátor a magnetoelektrické zapalování benzinové směsi. Některé technické prvky byly Marcusovým patentem. Vůz měl letmé zavěšení zadní nápravy s odpružením gumovými silentbloky a stavitelnými třecími spojkami, které nahrazoval diferenciál. Přes všechny tyto novinky se ukázalo, že přenos hnací síly mezi motorem a zadní nápravou vyžaduje zásadně novou konstrukci, takže se od sériové výroby upustilo a firma se věnovala zejména výrobě motorů, které byly prvotřídní kvality.
Marcusův automobil se zúčastnil několika velkých výstav, např. Světové výstavy v Paříži roku 1900, ale nakonec skončil v Technickém muzeu ve Vídni. V roce 1950 byl znovu zprovozněn a jezdil ukázkové jízdy ve Vídni po tamních bulvárech. Roku 1960 byl zapůjčen na Strojírenský veletrh v Brně. Vzhledem k tomu, že rakouský Spolkový památkový úřad jízdy zakázal, sestrojili místní nadšenci v letech 2005–2006 repliku tohoto vozu dle původních plánů z Adamova. Značná část dílů byla vyrobena v ADAST Adamov - tedy ve firmě, kde vznikl originál.

## Galerie

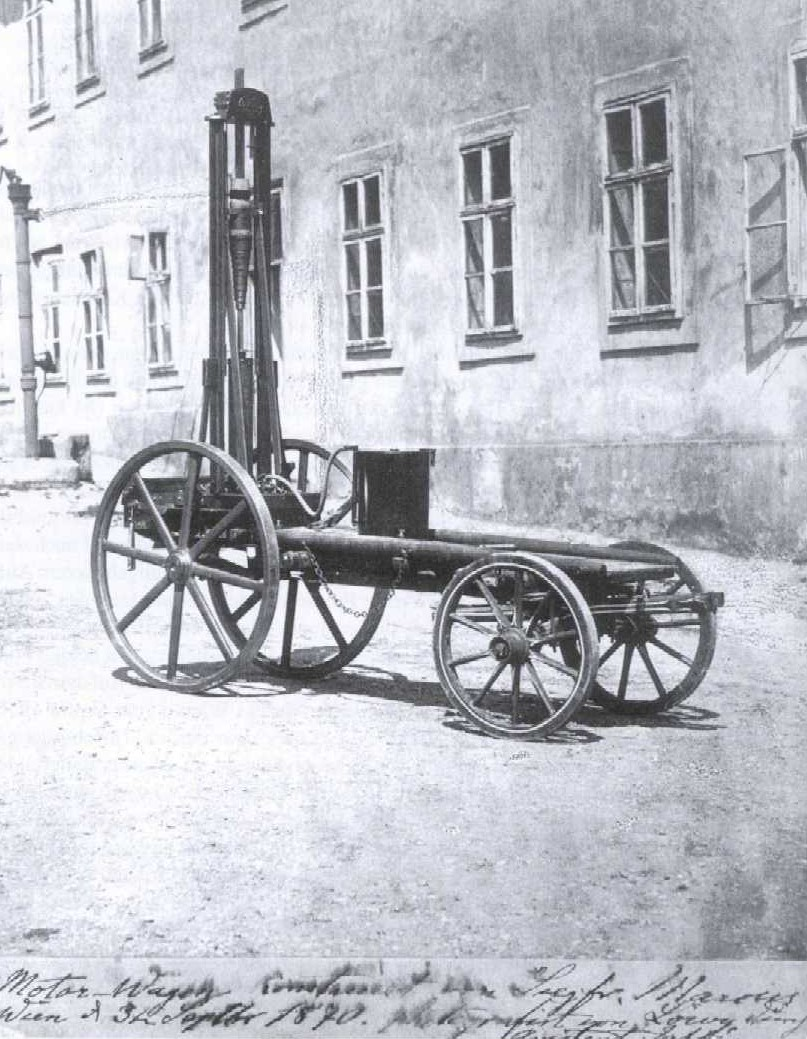
První Marcusův automobil z roku 1870
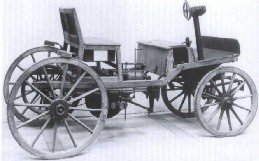
Druhý Marcusův automobil 1888-89
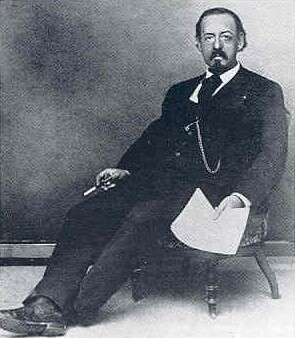
Siegfried Marcus